# Steve Williams (athlétisme)
Pour les articles homonymes, voir Steve Williams.
Steve Williams, né le 13 novembre 1953 à New York, est un ancien athlète américain spécialiste du 100 et du 200 mètres. Il est considéré comme l'un des meilleurs sprinteurs des années 1970, mais les blessures l'auront empêché de participer aux Jeux olympiques d'été de 1972 et de 1976.

## Biographie
Grand et mince (1,90 m pour 75 kg), il se révèle en 1972 sur 400 mètres en réalisant 45 s 2. Il se concentre ensuite sur le sprint court (100 et 200 m). Il est victime d'un claquage avant les sélections américaines pour les Jeux olympiques de Munich.
En 1973, Williams égale le record du monde du 100 yards (91,44 m) en 9 s 1 (temps manuel) et réalise la meilleure performance mondiale de l'année sur 100 m en 10 s 15. Il égalera ensuite 4 fois le record du monde du 100 m en 9 s 9 : une fois en 1974, deux fois en 1975 et une fois en 1976. Avec le chronométrage électronique, qui remplace petit à petit le chronométrage manuel durant cette période, son meilleur temps est de 10 s 07, performance réalisée au Meeting de Zurich le 16 août 1978. Sur 200 m, ses meilleures performances datent de 1975 avec 19 s 8 manuels (record du monde égalé) et 20 s 16 électroniques. En 1976 il se blesse pendant les sélections américaines pour les Jeux olympiques de Montréal. En 1977, durant la Coupe du monde des nations d'athlétisme à Düsseldorf, il remporte le 100 m en 10 s 13 et participe au relais 4 × 100 mètres américain qui bat le record du monde en 38 s 03.
Il est élu au Temple de la renommée de l'athlétisme des États-Unis en 2013.